# Otway Massif
L'Otway Massif  è un imponente massiccio, prevalentemente privo di ghiaccio, lungo circa 18 km e largo circa 13 km, situato alla confluenza del Ghiacciaio Mill e del Ghiacciaio Mill Stream, all'estremità nordoccidentale delle Grosvenor Mountains, catena montuosa che fa parte dei Monti della Regina Maud, in Antartide. 
Fu scoperto dal gruppo che seguiva il percorso Sud nel corso della New Zealand Geological Survey Antarctic Expedition (NZGSAE) (1961–62).
La denominazione è stata assegnata in onore di Peter Miles Otway (* 1936-), che aveva trascorso l'inverno nella Base Scott con il suo gruppo ed entrò poi a far parte del gruppo che seguiva il percorso Nord durante l'estate 1960-61.